# Bislig
Bislig ist eine philippinische Stadt der auf der Insel Mindanao. Bislig liegt 152 km südlich der Provinzhauptstadt Tandag City und 158 km südöstlich von der Regionshauptstadt Butuan City entfernt. Ihre Nachbargemeinden sind Hinatuan im Norden und Lingig im Südosten.

## Namensherkunft
Der Name des Ortes leitet sich von einer Kletterpflanze ab, die der Familie der Palmengewächse angehört und entlang der Flussufer dieser Gegend im Überfluss wächst. Die Pflanze ist bekannt für ihren strengen Geruch.
Einer Legende nach geriet einmal ein königliches Paar bei einer ihrer Jagdexpeditionen in eine lebensbedrohliche Situation, als sie einen von der Flut angeschwollenen Fluss überqueren wollten und dabei von dem reißenden Strom erfasst und mitgerissen wurden. Es heißt, die Jäger hätten bereits ihre letzte Hoffnung auf ein Überleben verloren, als sie an der ¼ Inch (6 mm) dicken Schlingpflanze hängen blieben und sich ans Ufer retten konnten. Als Zeichen für ihre Dankbarkeit benannten sie den Ort nach der Schlingpflanze: Bislig.

## Geographie
Die Stadt befindet sich im Süden der Provinz Surigao del Sur. Sie wird begrenzt von der Gemeinde Hinatuan im Norden, von Lingig im Südosten und von der Provinz Agusan del Sur im Südwesten und Westen. Im Nordosten öffnet sich der Küstenabschnitt zum Pazifischen Ozean.
Der Ortsteil Mangagoy ist das Handelszentrum der Stadt. Hier sind die nationalen und internationalen Banken beheimatet. Das Haupttourismusziel sind die Tinuy-an-Fälle, bekannt als die „Niagara Falls“ der Philippinen. Das Wasser fließt über drei Stufen insgesamt 55 m hinab. Innerhalb des Stadtgebietes ist ein Schutzgebiet für den vom Aussterben bedrohten Affenadler eingerichtet.
Das Stadtgebiet umfasst insgesamt 405 km². Davon sind 216 km² öffentliches Waldgebiet, 189,9 km² sind agrarwirtschaftlich genutztes Land, besiedelt oder anderweitig verwendet und 6,61 km² bestehen aus Gewässern.
Die Hauptflüsse sind der Bislig River, der Pamanlinan River und der Burboanan River.

## Sprache und Religion
Ein lokaler Dialekt ist als Kamayo (die Aussprache ist unsicher) bekannt und wird von den Einheimischen als Kulturgut erhalten. Die meisten Bewohner sprechen dagegen die Visayan-Sprachen Cebuano und Boholano.
Der Großteil der Einwohner ist Römisch-Katholisch. Daneben sind aber auch die Glaubensgemeinschaften der Unabhängigen Philippinischen Kirche und der Gemeinschaft der Iglesia ni Cristo im Stadtgebiet vertreten.

## Baranggays
Bislig ist politisch in 24 Baranggays (Ortsteile) untergliedert.
| - Bucto - Burboanan - Caguyao - Coleto - Cumawas - Kahayag - Labisma - Lawigan - Maharlika - Mangagoy - Mone - Pamanlinan | - Pamaypayan - Poblacion - San Antonio - San Fernando - San Isidro (Bagnan) - San Jose - San Roque (Cadanglasan) - San Vicente - Santa Cruz - Sibaroy - Tabon - Tumanan |

## Hochschulen
- University of Southeastern Philippines

## Geschichte
Es wird vermutet, dass die ersten Bewohner von Bislig aus dem Agusan Valley kamen, wo sie zeitweise unterhalb der Magdiwata-Bergzüge im Hinterland Mindanaos lebten. Diese Menschen, als die Volksgruppe der Manobo bezeichnet, nutzten Speere, Bogen und Pfeile und lebten als Halbnomaden.
Im späten 17. Jahrhundert wurden sie von einem einheimischen Datu namens Bagani regiert, was so viel heißt, wie hervorragender Führer. Sie waren einerseits angeblich sehr tapfer, stark und kriegsfreudig, andererseits bauten sie Nutzpflanzen wie Reis, Weizen und Wurzelgemüse an.
Zur Wende zum nachfolgenden Jahrhundert kamen spanische Kolonisten und Missionare, um den Menschen die Herrschaft Spaniens und die Macht der katholischen Kirche aufzuerlegen. Ihnen folgten Filipinos aus dem Norden, aus den Visayas, Luzon und Negros, als Mitglieder der spanischen Expeditionstruppen.
Ende des 19. Jahrhunderts war Bislig bereits ein Pueblo, eine politische Verwaltungseinheit, die zu einem großen Territorium gehörte, das sich von Nordostmindanao bis hinunter in den Südosten zu den Pueblos Caraga und Man-ay des heutigen Davao Oriental erstreckte. Während der amerikanischen Verwaltungsperiode gehörte die Ortschaft zur ehemals großen Provinz Surigao, heute aufgeteilt in Surigao del Sur und Surigao del Norte.
Mit dem Executive Order Nr. 6, unterzeichnet von Gouverneur Francis Burton Harrison am 28. Dezember 1920, wurde Bislig am 1. Januar 1921 zu einer eigenständig verwalteten Gemeinde ernannt.
Seit dieser Zeit hat sich die Ortschaft erweitert und entwickelt, was dazu führte, dass am 18. September 2000 mit Inkrafttreten des Republic Act Nr. 8804 die Gemeinde Bislig in den Status einer Stadt erhoben wurde.

## Klima
Das Klima von Bislig fällt unter die Klimakategorie II, die sich durch keine ausgesprochene Trockenperiode, aber durch heftige Regenfälle in den Monaten November bis Januar auszeichnet. Die Stadt befindet sich außerhalb der Einflussgebiete von Taifunen. Die trockensten Monate sind der Juli und der August.

## Sehenswürdigkeiten
- Tinuy-an Fälle
- Hagonoy Island
- LIBUAC-Quelle
- Strand von Lawigan
- Forester’s Park